# Ravageurs du tabac
Liste non exhaustive de ravageurs du tabac (plante cultivée, Nicotiana tabacum, et feuilles séchées).

## Insectes

### Coléoptères
- Lasioderma serricorne (vrillette du tabac)
- Tenebroides mauritanicus (cadelle)
- Tribolium castaneum (tribolium rouge de la farine)
- Attagenus unicolor (attagène des tapis)
- Agriotes spp. (taupins)
- Popillia japonica (scarabée japonais )

### Hémiptères
- Bemisia tabaci (aleurode du tabac ou mouche blanche)
- Nezara viridula (punaise verte puante)
- Myzus persicae (puceron vert du pêcher)

### Lépidoptères
- Ephestia elutella (pyrale du tabac ou teigne du cacao)
- Korscheltellus lupulinus (petite hépiale du houblon)
- Manduca sexta (sphinx du tabac)
- Helicoverpa assulta (noctuelle orientale du tabac)
- Helicoverpa zea (noctuelle de la tomate)
- Heliothis virescens (noctuelle des bourgeons du tabac ou noctuelle verdoyante)
- Scrobipalpa aptatella (foreur du tabac)
- Spodoptera litura (noctuelle rayée ou ver du tabac)

### Orthoptères
- Ruspolia nitidula (conocéphale gracieux, petite sauterelle)
- Tettigonia viridissima (grande sauterelle verte)

### Psocoptères
- Liposcelis bostrychophilus

### Thysanoptères
- Thrips tabaci  (thrips du tabac et de l'oignon)